# Azteca constructor
Azteca constructor är en myrart som beskrevs av Carlo Emery 1896. Azteca constructor ingår i släktet Azteca och familjen myror. Inga underarter finns listade.